# Hermann Krutsch
Hermann Krutsch (* 23. Dezember 1905 in Germersheim; † 1982) war ein deutscher Landrat.

## Leben und Wirken
Krutsch studierte Rechtswissenschaften in Heidelberg, Berlin, München und Würzburg, promovierte und legte am 16. April 1932 die große Staatsprüfung ab. Zunächst arbeitete er in Speyer und dann in München. Am 1. Oktober 1935 wechselte er nach Saarbrücken und am 1. August 1936 zurück nach München. Dort wurde er Regierungsrat an der Bayerischen Staatskanzlei.
Als die Mitglieder-Aufnahmesperre der NSDAP gelockert wurde, beantragte er am 25. Mai 1937 die Aufnahme in die Partei und wurde rückwirkend zum 1. Mai desselben Jahres aufgenommen (Mitgliedsnummer 4.261.941). Der SA gehörte er bereits seit 1933 an, in der er am 30. Januar 1942 zum SA-Sturmführer befördert wurde. Daneben war Krutsch Mitglied von SV, Nationalsozialistischer Rechtswahrerbund (NSRB) und Reichsbund der Deutschen Beamten (RDB).
Nach der Besetzung der Grenzgebiete der Tschechoslowakei durch das Deutsche Reich und der Bildung des Reichsgaus Sudetenland wurde er zunächst kommissarisch als Landrat in Dux eingesetzt. Im Februar 1940 übernahm er dann vertretungsweise und zum 1. April 1940 definitiv als Landrat im Landkreis Hohenelbe. Am 2. März 1943 erhielt Krutsch die Einberufung zum Kriegsdienst bei der deutschen Wehrmacht.
Laut Spruch der Spruchkammer Aschaffenburg-Land vom 8. Oktober 1947 erfolgte Krutschs Einstufung in die Gruppe III der Minderbelasteten. Durch die Berufungskammer Würzburg, Senat Aschaffenburg, wurde das Spruchkammerurteil am 12. Juli 1948 aufgehoben und Krutsch in die Gruppe V der Entlasteten eingestuft. Im selben Jahr wurde er Oberregierungsrat im bayerischen Finanzministerium und zum 1. Januar 1950 Regierungsdirektor. Im Juli 1950 wurde er Oberverwaltungsgerichtsrat beim Bayerischen Verwaltungsgerichtshof und November 1953 Richter am Bayerischen Verfassungsgerichtshof. 1954 wurde er zum Senatspräsident beim Bayerischen Verwaltungsgerichtshof ernannt. Zum November 1965 wurde Krutsch in den Ruhestand versetzt.

## Schriften
- Reichsangehörigkeit, Reichsbürgerrecht und öffentliches Amt. In: Deutsche Verwaltungsblätter, 1936, S. 547 ff.
- (mit Erich Bohley): Das Sparkassenrecht in Bayern. Das Sparkassengesetz, die Sparkassenordnung und Mustersatzung in der Fassung der Aenderungsvorschriften vom 30. März 1935, d. Reichsgesetz über d. Kreditwesen mit Durchführgs- u. Erg. Verordngn, ferner d. sonst einschläg. reichs- u. landesrechtl. Vorschriften u. Vollzugsentschließungen. Verlag Walter König, München, 1936.
- (mit Erich Bohley, und Ludwig Foohs): Handbuch des gemeindlichen Steuerrechts unter besonderer Berücksichtigung des bayerischen Landesrechts, München 1949.
- (mit Erich Bohley, und Ludwig Foohs): Handbuch des gemeindlichen Steuerrechts, 5. Auflage, München 1969.